# Escut d'Alberic
L'escut d'Alberic és un símbol representatiu no oficialitzat d'Alberic, municipi del País Valencià, a la comarca de la Ribera Alta. Té el següent blasonament:
| « | En camp d'argent un arbre de sinople amb el tronc al natural, nodrit i terrassat de sinople. Per timbre, corona reial oberta. Envoltant l'escut dues branques de sinople, encreuades per la base. | » |

## Història
L'escut d'Alberic no ha estat aprovat oficialment. La representació més antiga de l'escut apareix en un document del segle XVI on es representava com un arbre emmarcat dins d'un oval.
L'arbre representa una morera, ja que aquest cultiu, lligat a la cria del cuc de seda, va ser molt important per a l'economia local des del segle XVII fins a la fi del segle xix, quan es va substituir pel taronger. Originalment l'arbre n'era un àlber, senyal parlant que es remet al nom de la població. La corona reial fa referència a la incorporació d'Alberic a la Corona, l'any 1837, després d'un plet entre els veïns i la casa d'El Infantado. L'orla que rodeja l'escut és una incorporació del segle xix. Les branques representen l'olivera i el llorer, i no es coneix ni la data ni el motiu de la seua incorporació.